# Chiesa della Visitazione della Beata Vergine Maria a Santa Elisabetta
La chiesa di Villastanza è una chiesa cattolica sita nell'omonima città. Essa è intitolata alla Visitazione della Beata Vergine Maria a Santa Elisabetta.

## Storia

### La costruzione e la consacrazione
Il precedente tempio con la medesima intitolazione era situato non distante dall'abitato, inoltre risultava agli inizi del XVII secolo angusto e secolare, quindi si procedette nel 1615 alla ricostruzione di una nuova chiesa in posizione più centrale (quella attuale). I lavori basati su progetto dell'architetto Giovanni Angelo Crivelli da Parabiago, vennero per un breve periodo di tempo sospesi per mancanza di fondi, ripresi poi nel 1618, si può dire che vennero conclusi definitivamente nel 1760, quando fu ultimata la facciata, mentre del 1758 è il campanile. Accanto alla chiesa sorgeva un piccolo cimitero, funzionante fino al 1788, quando fu sepolta l'ultima persona.
Nel frattempo, precisamente il 21 maggio 1625, il cardinale Federico Borromeo erigeva Villastanza con Tiracoda (attuale Villapia) a parrocchia, di circa 400 anime, distaccandola così da Parabiago, che precedentemente era stata declassata a parrocchia da Capopieve.
Internamente vi è una cappella dedicata ai Santi Martiri Defendente ed Onorato, con due tele anonime rappresentanti Santa Apollonia e L'Adorazione. Successivamente nel 1842 la chiesa di Cerro Maggiore le vendeva l'altare in marmo, quindi nel 1864 vennero acquistate cinque campane ed alzato di circa 5 metri il campanile.
Un evento semi-miracoloso scosse la Parrocchia in data 31 maggio 1873 a mezzogiorno circa, quando un fulmine colpì il campanile e ne squarciò la fincata sinistra, proseguì nella chiesa dalla finestra della cappella della Beata Vergine Addolorata, danneggiando anche l'organo ed esaurendosi infine in una casa vicina bruciando il cuscino di un'infermiera, senza mietere alcuna vittima ne procurare nessuna ferita. Ex voto al "miracolo", il pittore parabiaghese Marco Corvini eseguì una tela dove raffigurava l'avvenimento. Questo dipinse pure L'Addolorata.
Tra gli anni 1897 e 1898 venne rifatta la facciata, così dopo quasi tre secoli dall'inizio dell'edificazione, il 3 novembre 1898 il Cardinal Ferrari consacrò il tempio.

### L'incendio
Il 15 dicembre 2023 la chiesa è stata vittima di un incendio doloso a sfondo religioso. Dalle telecamere di videosorveglianza, l'atto è stato commesso da un magrebino di 23 anni. Questo ha provocando ingenti danni, tra cui la distruzione del presepe, dei dipinti e dell'organo dell'organaro Angelo Cavalli del 1873. Il 21 aprile 2024 è stata organizzata una cena di beneficenza per la raccolta fondi atta alla ristrutturazione della chiesa.